# 各国家和地区对2022年俄罗斯入侵乌克兰的反应
以下为俄罗斯全面侵略乌克兰期间各国家和地区的表态立场。

## 大洋洲

### 
澳洲政府將針對部分俄羅斯個人及烏克蘭東部兩個分離地區的銀行、運輸、能源、石油、天然氣和電信等領域實施制裁。並於2月27日宣布通過北約向烏克蘭提供武器。

### 斐济
斐濟代理總理艾亚兹·赛义德-海尤姆譴責俄羅斯在烏克蘭的行動，呼籲結束所有敵對行動和違反國際法的行為，並敦促俄羅斯「回到外交談判桌上」。
被歐盟和美國制裁的俄罗斯寡头苏莱曼·克里莫夫的超级游艇阿玛达（Amadea）被斐济警方扣留。5月3日，斐济一个法院裁定，美国可以扣押这一艘超级游艇。

### 密克羅尼西亞聯邦
密克罗尼西亚联邦政府於2月25日发布消息称，当天已通知俄方，就其入侵乌克兰与俄罗斯断交，並稱俄羅斯行徑「明顯惡毒」(unambiguously villainous)，又支持將俄羅斯從聯合國安理會主席之位驅逐出去；但同時表明對俄羅斯人民並沒有敵意。。
2022年3月28日，密克羅尼西亞總統戴維·帕努埃洛致函中國國家主席習近平，呼籲他促請俄羅斯停止戰爭並從烏克蘭撤軍，信中亦多次譴責俄羅斯軍隊的行為屬戰爭罪行，又指俄羅斯當局使用生化武器的舉動是「惡棍」的行為。

### 基里巴斯
吉里巴斯共同發起了一項譴責俄羅斯的聯合國安理會決議。

### 马绍尔群岛
馬紹爾群島共同發起了一項譴責俄羅斯的聯合國安理會決議。

### 新西兰
紐西蘭總理潔辛達·阿爾登表示，俄羅斯進攻烏克蘭是對基於規則的國際秩序的攻擊，公然無視國際法，並呼籲俄羅斯立即從烏克蘭撤出軍隊。紐西蘭將對俄羅斯政府官員和其他與攻擊有關的人員實施旅行禁令，暫停俄羅斯和紐西蘭外交部之間的磋商，並全面禁止對俄羅斯軍隊的出口。
- 庫克群島 – 庫克群島外交和移民部在一份聲明中說：「庫克群島與其他國家一起譴責俄羅斯無端入侵烏克蘭。我們呼籲俄羅斯結束敵對行動和違反國際法治的行為。」[11]

### 帛琉
帛琉參加了美國領導的聯合聲明，此前對聯合國安理會關於俄羅斯侵略烏克蘭的決議進行了投票。

### 
巴布亞紐幾內亞共同發起了一項譴責俄羅斯的聯合國安理會決議。